# Octobre 1840

## Événements
- Le général Sébastiani est élevé à la dignité de maréchal de France.
- France : les Scelti préparent un recueil collectif à paraître au début de 1841. Les Scelti ont en commun « l'ambition, l'indépendance d'esprit, les idées aristocratiques ».
- Octobre - novembre : l’envoyé impérial pour les négociations fait démanteler les défenses côtières.

- 1er octobre, France : début de l'utilisation de cuisinières à gaz au cours de cuisine de la rue Duperré.

- 6 octobre, France : la Chambre des pairs condamne Louis-Napoléon Bonaparte à la prison à vie, Aladenize à la déportation, Victor de Persigny, Charles-Tristan de Montholon, Denis-Charles Parquin et Lombard à vingt ans de détention, par 152 voix contre 160 abstentions.

- 7 octobre, France : le prince Louis-Napoléon est interné au fort de Ham en compagnie de Montholon et du docteur Henri Conneau. Persigny et le commandant Parquin sont incarcérés à la forteresse de Doullens.

- 8 octobre : note française dans laquelle la France accepte le traité du 15 juillet à condition que l’Égypte soit garantie à Méhémet Ali et que l’acte de déchéance du 2 octobre ne soit pas mis à exécution.

- 10 octobre : Guillaume Ier des Pays-Bas, hostile aux règles constitutionnelle imposées par la révision de la constitution, abdique et laisse le pouvoir à son fils Guillaume II.

- 12 octobre : Pronunciamiento du général Baldomero Espartero en Espagne, qui fait exiler la régente Marie-Christine de Bourbon-Siciles (1806-1878) vers la France et prend le pouvoir.

- 15 octobre, France : un ouvrier frotteur, Darmès, tire un coup de feu sur la voiture de Louis-Philippe.

- 22 octobre, France :
  - démission de Thiers, en désaccord avec le roi à cause de sa diplomatie belliciste;
  - Gobineau envoie à Charles Augustin Sainte-Beuve le manuscrit de son article sur Capo d'Istria, avant de le remettre à la Revue des deux Mondes. C'est son « premier travail politique » et il y attache une grande importance.

- 27 octobre, France :
  - au Théâtre-Italien de Paris, première de Lucrèce Borgia de Gaetano Donizetti. Le livret (italien) de Felice Romani plagie et parodie Victor Hugo;
  - Adèle Hugo quitte Saint-Prix pour Paris.

- 29 octobre, France : 'troisième ministère Soult, dominé en fait par François Guizot, ministre des Affaires Étrangères (fin en 1847). Il mène une politique conservatrice et favorable à la bourgeoisie d’affaires à qui profite le scrutin censitaire, le développement de la grande industrie, du crédit, du commerce et des moyens de communication, sans l’accompagner de mesures sociales propres à améliorer la situation du prolétariat urbain. Moins belliciste, Guizot poursuit une politique de rapprochement avec la Grande-Bretagne. La politique étrangère de Thiers en Égypte a, en effet, accru la menace d'un conflit franco-britannique.

- 30 octobre - 2 décembre : Élection présidentielle américaine de 1840

## Naissances
- 1er octobre : Michael Logue, cardinal irlandais († 19 novembre 1924).
- 4 octobre : Viktor Knorre (mort en 1919), astronome russe.
- 14 octobre :
  - Paul Güssfeldt (mort en 1920), géologue, alpiniste et explorateur allemand.
  - Friedrich Kohlrausch (mort en 1910), physicien allemand.
- 15 octobre : August Mau (mort en 1909), historien de l'art et archéologue allemand.
- 19 octobre : John White Chadwick, théologien et écrivain américain († 11 décembre 1904).
- 30 octobre : Joseph Neuberg (mort en 1926), mathématicien luxembourgeois.

## Décès
- 26 octobre : Nicholas Aylward Vigors (né en 1785), zoologiste et homme politique irlandais.